# Итихара
Итиха́ра (яп. 市原市 Итихара-си) — город в Японии, находящийся в префектуре Тиба. Площадь города составляет 368,20 км², население — 276 587 человек (1 августа 2014), плотность населения — 751,19 чел./км².

## Географическое положение
Город расположен на острове Хонсю в префектуре Тиба региона Канто. С ним граничат города Тиба, Мобара, Содегаура, Кисарадзу, Кимицу и посёлки Нагара, Отаки, Тёнан.

## Население
Население города составляет 276 587 человек (1 августа 2014), а плотность — 751,19 чел./км². Изменение численности населения с 1980 по 2005 годы:
| 1980 | 216 394 чел. |  |
| 1985 | 237 617 чел. |  |
| 1990 | 257 716 чел. |  |
| 1995 | 277 061 чел. |  |
| 2000 | 278 218 чел. |  |
| 2005 | 280 255 чел. |  |

## Символика
Деревом города считается гинкго, цветком — космея, птицей — настоящая короткокрылая камышовка.

## Транспорт
- Кокудо 16

## Города-побратимы
- Мобил, США (1993)